# 종교인류학
종교인류학(宗敎人類學)은 종교 단체 및 기타 사회 단체와의 관계나 문화 측면에서 종교 신앙과 종교 행위에 대해 비교 연구하는 학문이다.

## 역사
알비루니(Al-Biruni, 973–1048)는 지중해 분지(소위 "중동" 포함)와 인도 아대륙에 걸쳐 종교와 문화의 인류학에 대한 상세한 비교 연구를 저술했다. 그는 인도 아대륙의 민족, 관습 및 종교에 대해 논의했다.
19세기에 문화 인류학은 문화적 진화에 대한 관심이 지배적이었다. 대부분의 인류학자들은 "원시" 종교와 "현대" 종교 사이의 단순한 구분을 가정하고 전자가 어떻게 후자로 진화했는지에 대한 설명을 제공하려고 노력했다. 20세기에 대부분의 인류학자는 이 접근법을 거부했다. 오늘날 종교 인류학은 카를 마르크스(1818-1883), 지그문트 프로이트(1856-1939), 에밀 뒤르켐(1858-1917), 막스 베버(1864-1920)와 같은 이론가들의 영향이나 관여를 반영한다. 종교인류학자는 특히 종교적 신념과 관습이 어떻게 정치적 또는 경제적 힘을 반영할 수 있는지에 관심을 가진다.
1940년경 인류학자들은 종교가 주술적 사고와 완전한 연속성에 있고 그것은 문화적 산물이라고 가정했다. 주술과 종교 사이의 완전한 연속성은 적어도 그 이후로 현대 인류학의 가정이었다. 1930년대 초에 종교에 대한 현대 인류학의 관점은 투사 사상이며, 모든 종교는 그것을 숭배하는 인간 공동체에 의해 창조되고 "신에게 귀속되는 창조 활동은 인간으로부터 투사된다"고 가정하는 방법론적 접근이다.